# FC Torpedo-BelAZ Jodino
FC Torpedo Jodzina (Jodino) este o echipă de fotbal din Jodzina, Belarus.

## Foste denumiri
- 1989: BelAZ Jodino
- 1993: Torpedo Jodzina

## Titluri
- Prima Ligă bielorusă: 4

1970, 1971, 1980, 1981

## Jucători notabili
- Serghei Starenkii
- Daler Tuhtasunov
- Andrei Zaharenko